# 単打
単打（たんだ、英語: single）とは、野球における安打の中で、打者が一塁で止まった場合のことである。
常に安打の過半数は単打であるため、安打が単打の意味で使われ長打と区別される事も多い。また内野安打は大抵の場合、単打である。
別名「ワンベースヒット」、「シングルヒット」。

## 単打の価値
単打が二塁打と比べてどのぐらいの価値であるのかは、長年議論の的となっている。安打や安打が分子に入る打率、出塁率では、単打も二塁打も一括して安打として集計されるが、塁打や塁打が分子に入る長打率では、二塁打は単打の2倍の意味を持っている。これら、塁打が関係する統計では、2打数2安打2単打と、2打数1安打1二塁打では同じ意味を持っているが、実際には後者では1度アウトになっている事を考慮しなければならない。しかし、だからと言って長打と単打を区別せずに集計してしまう事にも問題があり、野球を科学的に分析して作られた新たな統計法であるセイバーメトリクスでは、単打と二塁打の価値の違いは単純ではなくなっている。
例えば、チームの得点を予測するRuns created{(安打+四球)×塁打/(打数+四球)}では、2打数2安打2単打の場合2安打×2塁打＝4の価値があるが、2打数1安打1二塁打では1安打×2塁打=2の価値となっているので、同じ塁打を稼ぐのなら、一本の長打より、なるべく多くの単打を打った方が、得点に貢献できる結果となる。一方、「Linear Weights」と言う統計法では、単打と二塁打の比率は46:80となっており、単打の価値についての議論は終わりそうもない。

## 単打に関するNPB記録
※2010年シーズン終了時
日本プロ野球
- 歴代通算最多単打：2089本、張本勲
- 歴代シーズン最多単打：169本、青木宣親（2005年）
- リーグ最多単打回数：8回、近藤和彦（1960年～1963年、1965年～1968年　4年連続もプロ野球記録）

参考記録
- 1試合最多単打：6、前田智徳（1997年9月19日の対読売ジャイアンツ戦） ※延長戦で記録、9イニングまでを含めて1試合6単打はNPB史上唯一[1]

## メジャーリーグベースボール

### 個人通算記録
| 順位 | 選手名             | 単打 |
| ---- | ------------------ | ---- |
| 1    | ピート・ローズ     | 3215 |
| 2    | タイ・カッブ       | 3053 |
| 3    | エディ・コリンズ   | 2643 |
| 4    | キャップ・アンソン | 2614 |
| 5    | デレク・ジーター   | 2595 |
| 6    | イチロー           | 2514 |
| 7    | ウィリー・キーラー | 2513 |
| 8    | ホーナス・ワグナー | 2424 |
| 9    | ロッド・カルー     | 2404 |
| 10   | トリス・スピーカー | 2383 |

| 順位 | 選手名                   | 単打 |
| ---- | ------------------------ | ---- |
| 11   | トニー・グウィン         | 2378 |
| 12   | ポール・モリター         | 2366 |
| 13   | ナップ・ラジョイ         | 2341 |
| 14   | ハンク・アーロン         | 2294 |
| 15   | ジェシー・バーケット     | 2273 |
| 16   | サム・ライス             | 2271 |
| 17   | オマー・ビスケル         | 2264 |
| 18   | カール・ヤストレムスキー | 2262 |
| 19   | スタン・ミュージアル     | 2253 |
| 19   | ウェイド・ボッグス       | 2253 |

- 記録は2024年シーズン終了時点[2]

### 個人シーズン記録
| 順位 | 選手名               | 所属球団                     | 単打 | 記録年 | 備考               |
| ---- | -------------------- | ---------------------------- | ---- | ------ | ------------------ |
| 1    | イチロー             | シアトル・マリナーズ         | 225  | 2004年 | ア・リーグ記録     |
| 2    | ウィリー・キーラー   | ボルチモア・オリオールズ     | 206  | 1898年 | ナ・リーグ記録     |
| 3    | イチロー             | シアトル・マリナーズ         | 203  | 2007年 |                    |
| 4    | ロイド・ウェイナー   | ピッツバーグ・パイレーツ     | 198  | 1927年 | 新人記録           |
| 5    | ウィリー・キーラー   | ボルチモア・オリオールズ     | 193  | 1897年 |                    |
| 6    | イチロー             | シアトル・マリナーズ         | 192  | 2001年 | ア・リーグ新人記録 |
| 7    | ジェシー・バーケット | クリーブランド・スパイダーズ | 191  | 1896年 | [ 5 ]              |
| 8    | ウィリー・キーラー   | ブルックリン・スーパーバス   | 190  | 1899年 |                    |
| 9    | ウェイド・ボッグス   | ボストン・レッドソックス     | 187  | 1985年 |                    |
| 10   | ジェシー・バーケット | クリーブランド・スパイダーズ | 186  | 1898年 |                    |
| 10   | イチロー             | シアトル・マリナーズ         | 186  | 2006年 |                    |

- 両打者記録はウィリー・ウィルソン（カンザスシティ・ロイヤルズ、1980年）の184本
- 右打者記録はカート・フラッド（セントルイス・カージナルス、1964年）の178本
- 記録は2024年シーズン終了時点[6]
- リーグ最多単打回数：10回、イチロー（連続記録でもイチローの10年連続、両リーグ最多単打でもイチローの9回、7年連続が歴代最高）。